# Betapapillomavirus
Die Gattung Betapapillomavirus fasst Viren aus der Familie Papillomaviridae zusammen, die beim Menschen Infektionen der Haut verursachen. Infektionen mit Viren dieser Gattung sind in der Bevölkerung weit verbreitet, jedoch im Sinne einer latenten Infektion, die klinisch meist ohne Symptome bleibt. Die Spezies HPV-5, HPV-9 und HPV-49 sind mit der Entstehung der Epidermodysplasia verruciformis verbunden, einer Erkrankung mit der Wucherung multipler Warzen und Papillome. Den Virusspezies der Gattung Betapapillomavirus fehlt im Gegensatz zu den Alphapapillomviren das Gen für das virale E5-Protein vollständig. Neben den Isolaten beim Menschen konnte eine eigenständige, noch nicht klassifizierte Betapapillomvirus-Spezies bei Javaneraffen isoliert werden, bei denen das Virus eine schnell fortschreitende Papillomatose der Pfoten verursacht.

## Systematik
Die Systematik der Gattung Betapapillomavirus wurde inzwischen (ICTV Stand November 2018) neu gegliedert in Speziesnamen Betapapillomavirus 1 bis 6.
Familie Papillomaviridae
- Gattung Betapapillomavirus
  - Spezies Betapapillomavirus 1
    - Humanes Papillomvirus 5 (HPV-5) und HPV-8, HPV-12, HPV-14, HPV-19, HPV-20, HPV-21, HPV-24, HPV-25, HPV-36, HPV-47, HPV-93, HPV-98, HPV-99, HPV-105, HPV-118, HPV-124, HPV-143, HPV-152 sowie Javaneraffen-Papillomvirus 1 alias Macaca fascicularis papillomavirus 1 (MfPV1), Colobus guereza papillomavirus 2 (CgPV2)

  - Spezies Betapapillomavirus 2
    - Humanes Papillomvirus 9 (HPV-9) und HPV-15, HPV-17, HPV-22, HPV-23, HPV-37, HPV-38, HPV-80, HPV-100, HPV-104, HPV-107, PV-110, HPV-111, HPV-113, HPV-120, HPV-122, HPV-145, HPV-151, HPV-159, HPV-174

  - Spezies Betapapillomavirus 3
    - Humanes Papillomvirus 49 (HPV-49) und HPV-75, HPV-76, HPV-115

  - Spezies Betapapillomavirus 4
    - Humanes Papillomvirus 92 (HPV-92)

  - Spezies Betapapillomavirus 5
    - Humanes Papillomvirus 96 (HPV-96) und HPV-150

  - Spezies Betapapillomavirus 6
    - Javaneraffen-Papillomvirus 2 alias Macaca fascicularis papillomavirus 2 (MfPV2)